# Zineddine Belaïd
Zineddine Belaïd (Thenia, 20 de marzo de 1999) es un futbolista argelino que juega en la demarcación de defensa para el Sint-Truidense de la Primera División de Bélgica.

## Selección nacional
Tras jugar en las categorías inferiores de la selección, finalmente hizo su debut con la selección de fútbol de Argelia en un partido del Campeonato Africano de Naciones de 2022 contra Libia que finalizó con un resultado de 1-0 a favor del combinado argelino tras el gol de Aymen Mahious.

## Clubes
| Club           | País    | Año       | Partidos | Goles |
| -------------- | ------- | --------- | -------- | ----- |
| NA Hussein Dey | Argelia | 2019-2020 | 24       | 1     |
| USM Alger      | Argelia | 2020-2024 | 136      | 13    |
| Sint-Truidense | Bélgica | 2024-     | 15       | 0     |